# Hoesch-Test
Der Hoesch-Test ist ein Suchtest, mit dem eine Porphobilinogenausscheidung im Urin festgestellt werden kann. Der qualitative Test kann zur Schnelldiagnose bei Symptomen von akuten hepatischen Porphyrien wie der Akuten intermittierenden Porphyrie (AIP) eingesetzt werden, bei denen Porphobilinogen (PBG) als Vorstufe der Häm-Biosynthese im Urin auftritt.
Zur Durchführung des Tests werden zwei Tropfen frischer Spontanurin in Ehrlich-Reagenz, eine Lösung aus Dimethylaminobenzaldehyd in Salzsäure, gegeben und gemischt. Ein positiver Test liegt bei Rotfärbung vor. Falsch positive Ergebnisse sind durch Indol-3-essigsäure, Methyldopa, Phenazopyridinhydrochlorid sowie alkoholbedingte Mangelernährung möglich. 
In der weiteren Porphyrie-Diagnostik sollten sich spezifische quantitative Analysen der Porphyrine im Sammelurin anschließen.
Der Hoesch-Test kann ebenso wie der Watson-Schwartz-Test, der neben Porphobilinogen auch Urobilinogen nachweist, durch semiquantitative Tests ersetzt werden.
Der Test wurde 1947 von Kurt Hoesch (1890–1966), Professor für Innere Medizin an der Medizinischen Akademie Düsseldorf, beschrieben.